# Њубург (округ Клирфилд, Пенсилванија)
Њубург (енгл. Newburg, Clearfield County) град је у америчкој савезној држави Пенсилванија.

## Демографија
По попису из 2010. године број становника је 92, што је 11 (13,6%) становника више него 2000. године.
| Група             | 2000.      | 2010.       |
| Белци             | 74 (91,4%) | 92 (100,0%) |
| Афроамериканци    | 2 (2,5%)   | 0 (0,0%)    |
| Азијати           | 0 (0,0%)   | 0 (0,0%)    |
| Хиспаноамериканци | 2 (2,5%)   | 0 (0,0%)    |
| Укупно            | 81         | 92          |